# C/2007 N3 (Lulin)
Pour les articles homonymes, voir Lulin.
C/2007 N3 (Lulin) est une comète non périodique. Elle se déplace, à l'intérieur du Système solaire, en sens opposé à celui des planètes et se trouva au plus près de la Terre le 24 février 2009.
Lulin est découverte en juillet 2007 par l'astronome chinois Ye Quan-Zhi, qui trouve sa trace sur des clichés réalisés par le taïwanais Chi-Sheng Lin, de l'observatoire de Lulin, auquel l'objet céleste doit son nom.

## C/2007 N3 (Lulin) et les troyens joviens
En novembre 2007, elle traverse le groupe d'Achille, un groupe d'astéroïdes troyens de Jupiter. Elle s'approche de (588) Achille (0,17 ua, soit 25 millions de kilomètres) et de (23355) Éléphénor (0,009 ua, soit 1,3 million de kilomètres).